# Bettingen
Bettingen es una comuna suiza del cantón de Basilea-Ciudad.

## Geografía
Bettingen es una de las tres comunas del cantón de Basilea-Ciudad y forma parte de la aglomeración de Basilea. Limita al oeste y al norte con la comuna de Riehen, y al este y sur con los municipios de Grenzach-Wyhlen (GER-BW) e Inzlingen (GER-BW).
Actualmente la comuna está “dividida” en dos localidades: Bettingen, localidad de origen alemánico (como se desprende de la terminación -ingen), y Chrischonahöhe, que se encuentra alrededor de lo que fue el centro primitivo de Santa Chrischona (establecido en 1840). En este lugar hay una iglesia construida en el año 1356 y que fue dedicada justamente a esta santa. Desde 1925, la zona se ha transformado en centro hospitalario y de retiro de ancianos.